# Gangenwedstrijd

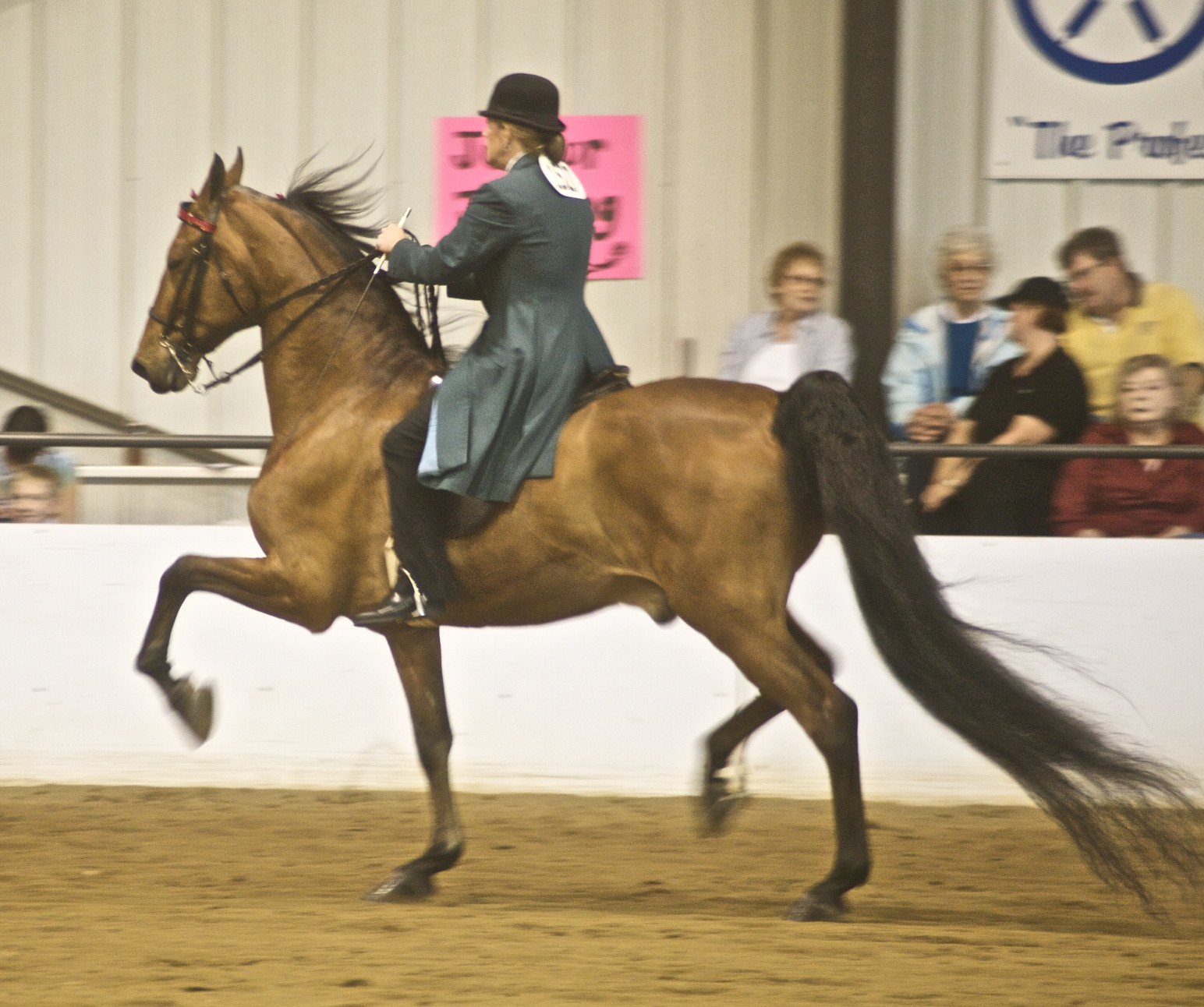
American Saddlebred tijdens een gangenwedstrijd

Een gangenwedstrijd is een wedstrijd voor ruiters, in het bijzonder van IJslandse paarden, maar ook van andere gangenpaarden, waarbij een jury beoordeelt hoe goed zij één of meer gangen (stap, draf, galop, tölt en telgang) kunnen tonen.

## Afbeeldingen

Gangenwedstrijden
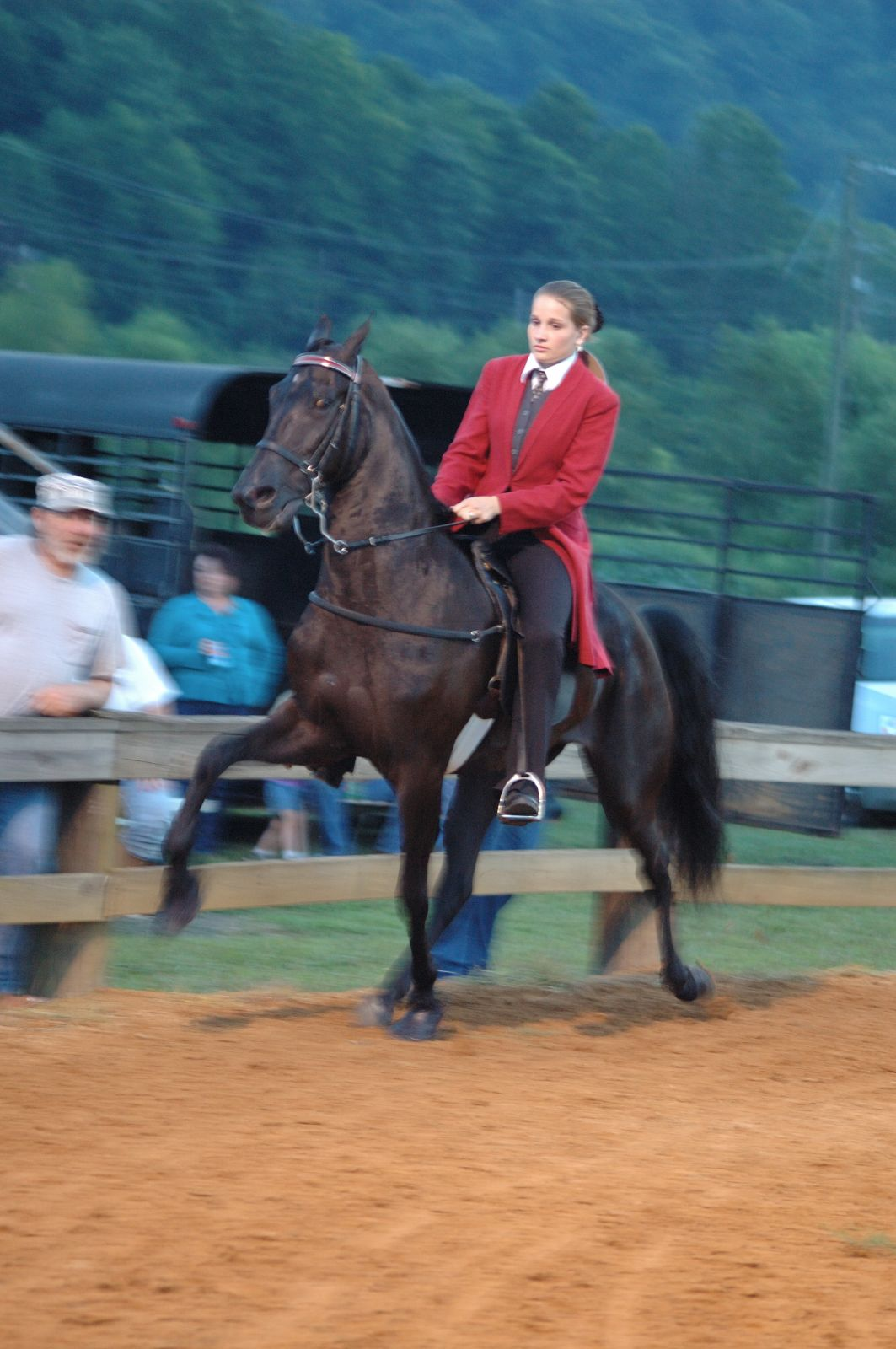
Tennessee walking horse in telgang
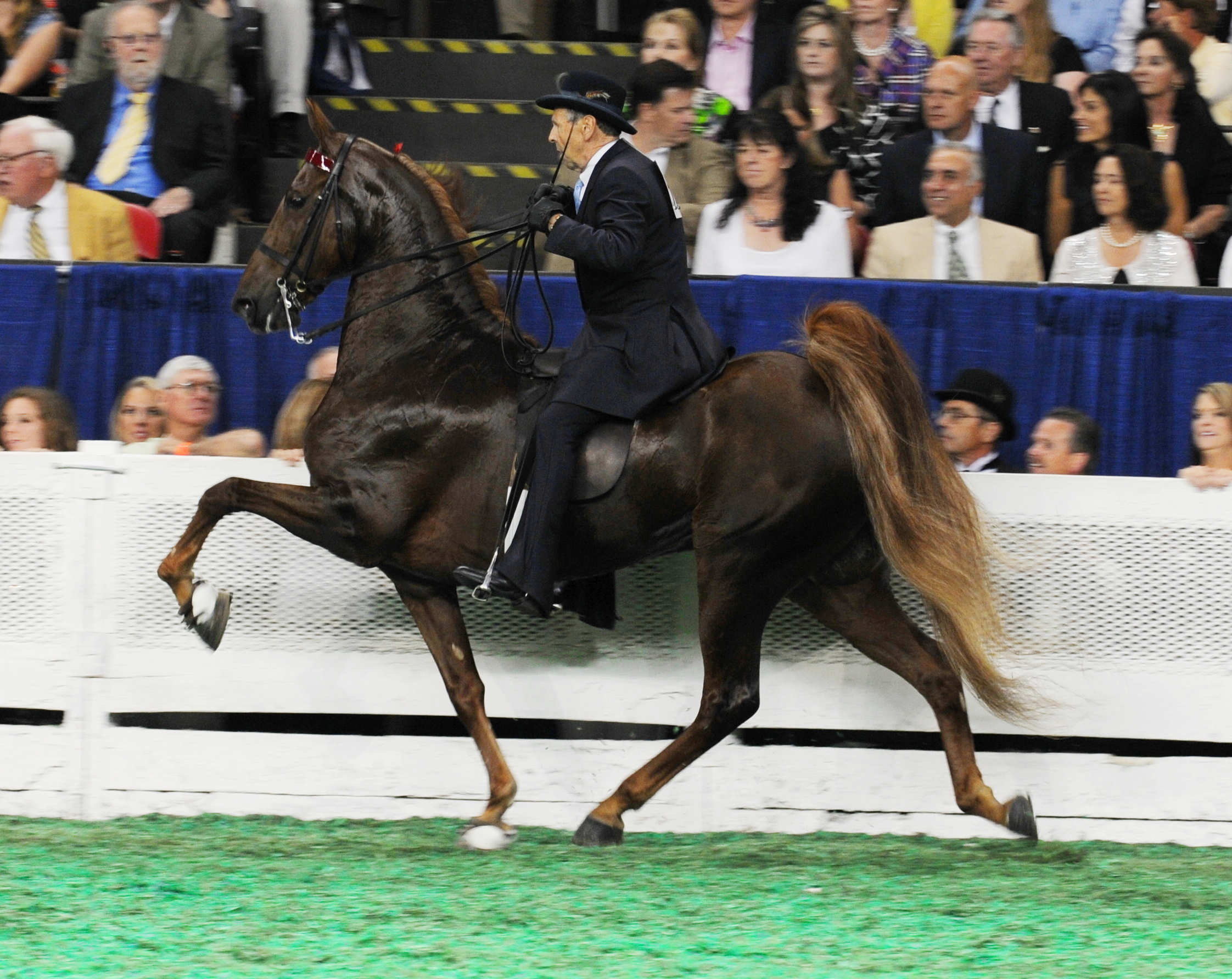
Wereldkampioen Courageous Lord in rack
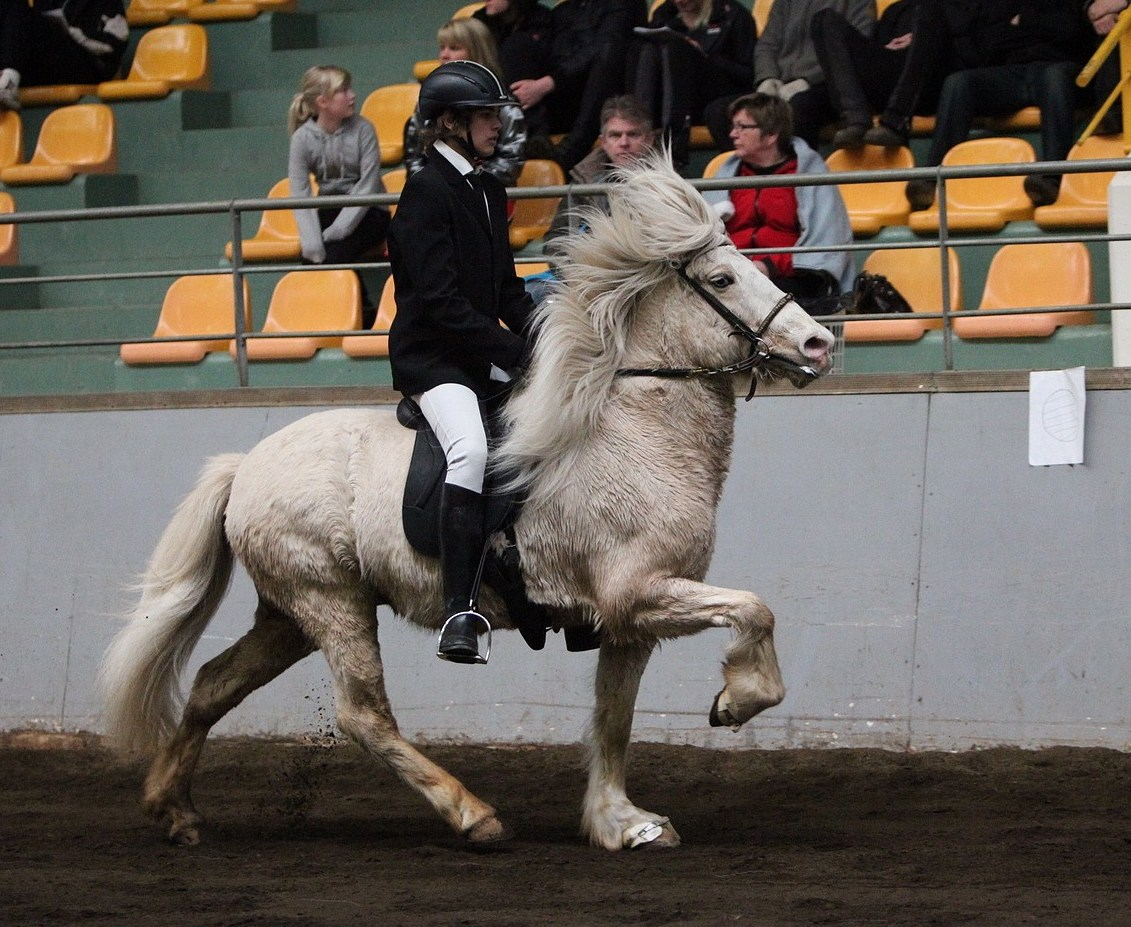
IJslander in tölt tijdens een gangenwedstrijd